# Ana Pontón
Ana Belén Pontón Mondelo (Sarria, Lugo, 27 de julio de 1977) es una politóloga y política española del Bloque Nacionalista Galego, partido del que es además su portavoz nacional. En febrero de 2016 tras la XV Asamblea Nacional de la formación se convirtió en la primera mujer en liderar el partido.

## Trayectoria
Se licenció en Ciencias Políticas y de la Administración por la Universidad de Santiago de Compostela.
Con 16 años comenzó su militancia en Galiza Nova, las juventudes del BNG. En Santiago de Compostela participó en los Comités Abertos de Facultade, siendo elegida representante en la Junta de la Facultad de Ciencias Políticas y en el claustro.
Entre 2000 y 2004 fue miembro de la dirección nacional y de la Comisión Permanente de Galiza Nova, siendo secretaria de organización entre 2000 y 2003. 
En la IX Asamblea Nacional fue elegida miembro del Consejo Nacional del BNG. El 7 de febrero de 2004 accedió como diputada al Parlamento de Galicia, siendo portavoz en temas de juventud e igualdad de género. En las elecciones autonómicas de 2005 fue elegida diputada, ejerciendo como portavoz de Juventud, Medio Ambiente e Igualdad, además de ser presidenta de la Comisión de Agricultura.
Participó en eventos como el Festival Mundial de la Juventud y los Estudiantes de Cuba en 1997, en la Marcha Mundial de las Mujeres de Bruselas en el año 2000, o el Foro Social Mundial de Porto Alegre (Brasil) en 2002.
Colabora con la publicación Terra e Tempo.
El 8 de febrero de 2012 se anunció que sustituiría a Carlos Aymerich como portavoz del BNG en el Parlamento gallego hasta las elecciones de ese mismo año, tras las que sería relevada por el cabeza de lista Francisco Jorquera.
A comienzos de 2016, tras los malos resultados electorales cosechados por Nós-Candidatura Galega, que lideraba el BNG, Xavier Vence anunció que no repetiría como portavoz nacional del BNG, postulándose así Ana Pontón como uno de los dos - y principal - candidato a la sucesión en la XV Asemblea Nacional del BNG, celebrada en La Coruña el 28 de febrero de 2016, donde fue elegida Portavoz Nacional del BNG y principal candidata a las elecciones al Parlamento de Galicia.
En las elecciones del 25 de septiembre de 2016 logró remontar las encuestas y obtener 6 escaños para el BNG en el Parlamento Gallego, convirtiéndose en una de las triunfadoras de los comicios, consolidando su liderazgo.
En la XVI Asemblea Nacional del BNG, celebrada a finales de marzo de 2017, fue reelegida portavoz nacional del BNG con el casi unánime apoyo (98,23%) de las bases.
En las elecciones del 12 de julio de 2020 en Galicia, logró obtener para su partido los mejores resultados de la historia, con 19 diputados, logrando adelantar al PSdeG y por tanto convirtiéndose en la líder de la oposición al gobierno de Núñez Feijóo y posteriormente, tras la dimisión de este para presentarse a las elecciones generales, al de Alfonso Rueda.